# روك عربي
الروك العربي تصنيف لأساليب موسيقية متنوعة في العالم العربي تندرج في إطار موسيقى الروك. على الرغم من غياب فرق روك عربية واسعة الانتشار قبل العام 2000، إلا أن الموسيقى البديلة ازدهرت بعد ذلك مع إنشاء الفرق ذات شعبية واسعة مثل: مشروع ليلى من لبنان، جدل، آخر زفير، المربع واوتوستراد من الأردن و مسار إجباري وملاذ من مصر  العديد من الموسيقيين العرب يستخدمون أساليب موسيقية دخيلة على الثقافة العربية مثل موسيقى الروك وتحاوتل تعريبها.